# Happy (canción de Bump of Chicken)
«Happy» es el decimosexto sencillos de la banda Bump of Chicken, lanzado el 14 de abril de 2010. El sencillo debutó en el número 2 del Oricon Daily Charts y al día siguiente alcanzó el número uno y manteniéndose 6 días en el número uno, alcanzó el número uno del Oricon Weekly Charts con una venta de 96.527 copias y también fue número uno en el Japan Hot 100.

## Lista de pistas
1. "HAPPY" - 6.01
2. "pinkie" - 5.05 - Fue utilizado como un tema musical del documental 1924 Fuji Television.[2]
3. "Love Triangle, Kimi to Boku to Iinchō ver." (ラブ・トライアングル 君と僕と委員長ver. Triángulo de Amor: Tú, yo y la versión Presidente?) (hidden track)

## Posicionamiento
| Lista                       | Máxima Posición |
| --------------------------- | --------------- |
| Japan Hot 100               | 1               |
| Oricon Daily Charts         | 1               |
| Oricon Weekly Charts        | 1               |
| Oricon Monthly Charts       | 1               |
| 2010 Oricon Top 100 Singles | -               |

Total de Ventas reportadas: 139 750[cita requerida]